# Bierkaai
De Bierkaai was de kaai in Amsterdam, Utrecht, Hoorn, Den Haag en andere steden,  waar de vaten met bier aankwamen en de sjouwers werkten die de zware vaten met bier laadden en losten. Dat moest hier gebeuren om de heffing van accijns te vergemakkelijken.
De Amsterdamse Bierkade was een deel van de Oudezijds Voorburgwal, gelegen bij de Oude Kerk. De Utrechtse bierkaai lag op de werven tussen de Vollersbrug en de Geertebrug. Deze plaats was in 1648 door het stadsbestuur aangewezen.

## Uitdrukking
De bewoners van dit deel van Amsterdam stonden bekend als onoverwinnelijke vechtersbazen. Daarvan is het spreekwoordelijke vechten tegen de bierkaai afgeleid: je inzetten voor een hopeloze zaak.

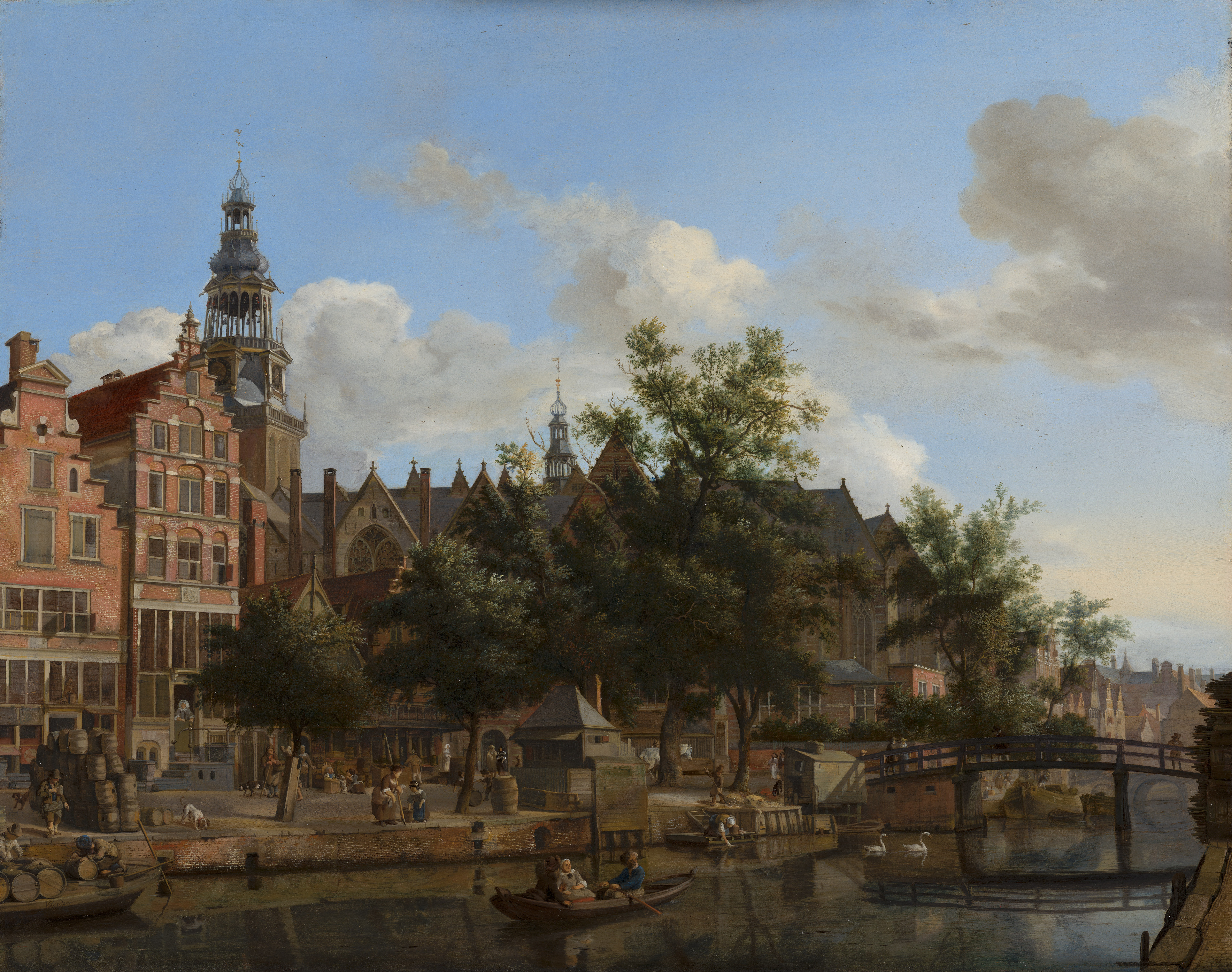
Jan van der Heyden: De Bierkaay op de O.Z. Voorburgwal, rond 1670
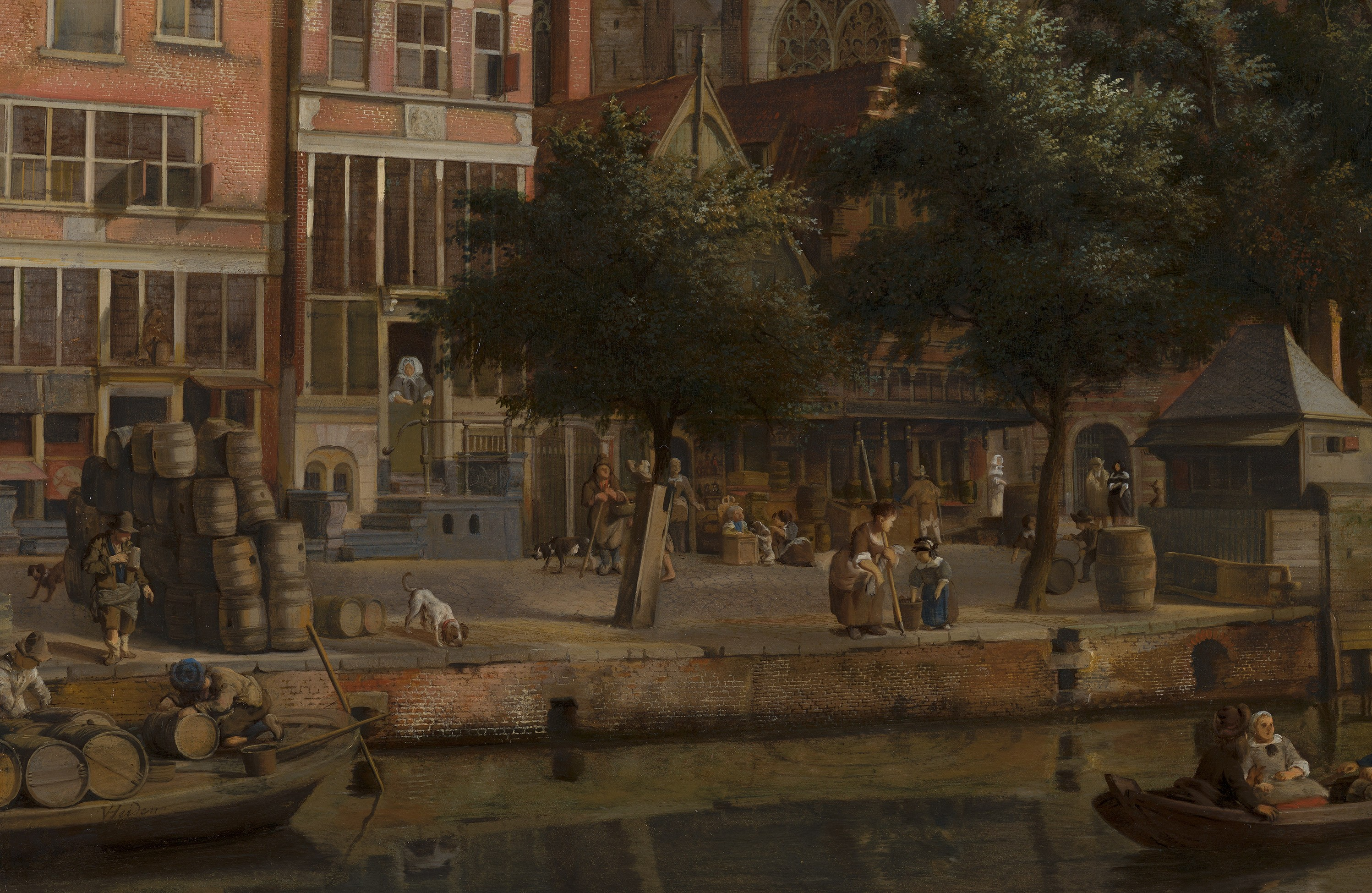
Jan van der Heyden: De Bierkaay op de O.Z. Voorburgwal, rond 1670, uitsnede